# Wasilij Tatiszczew

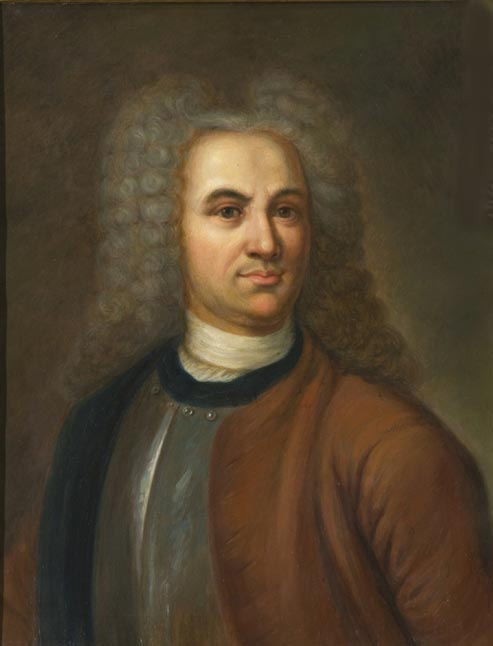
Wasilij Tatiszczew

Wasilij Nikiticz Tatiszczew, ros. Василий Никитич Татищев (ur. 19 kwietnia?/29 kwietnia 1686 w Pskowie, zm. 15 lipca?/26 lipca 1750 w Bołtino) – historyk rosyjski, administrator, dyplomata, twórca nowożytnej historiografii rosyjskiej.
Od roku 1704 był na służbie w Azowskim Pułku Dragonów, brał udział w bitwach wojny północnej (m.in. w bitwie pod Połtawą). Od roku 1712 kształcił się za granicą. W 1720 roku rozpoczął służbę administracyjną (zajmował się przemysłem metalurgicznym na wschodzie Rosji).
Z inicjatywy Tatiszczewa rozwinął się rosyjski przemysł wydobywczy. Tatiszczew brał również udział w realizacji projektów imperialnych, m.in. w tłumieniu powstania baszkirskiego z 1737 roku. Organizował rosyjskojęzyczne szkoły dla nierosyjskiej ludności wschodniej Rosji w tzw. „akcji chrystianizacyjnej”, która de facto miała na celu rusyfikację.
Sławę przyniosły Tatiszczewowi jednak inne, naprawdę wybitne osiągnięcia. Przez całe życie zgłębiał źródła do historii państwa rosyjskiego i w 1739 roku ukończył główne dzieło swojego życia pt. „Historia Rosji od czasów najdawniejszych”, którą wydano w 4 tomach dopiero po śmierci autora (w latach 1768–1784).
Wydał także cenne zabytki historii prawa rosyjskiego – Ruską Prawdę (Русская правда) oraz Sudiebnik cara Iwana Groźnego z 1550 roku. Opracował Leksykon rosyjski, który zdążył doprowadzić do litery K.
Całość dzieł Tatiszczewa wznowiono w siedmiotomowej edycji w latach 1962–1968. Jak się wyraził Sergiusz Sołowjow o Tatiszczewie, „był on pierwszym, który pokazał czym jest rosyjska historia”.